# 坪輋村

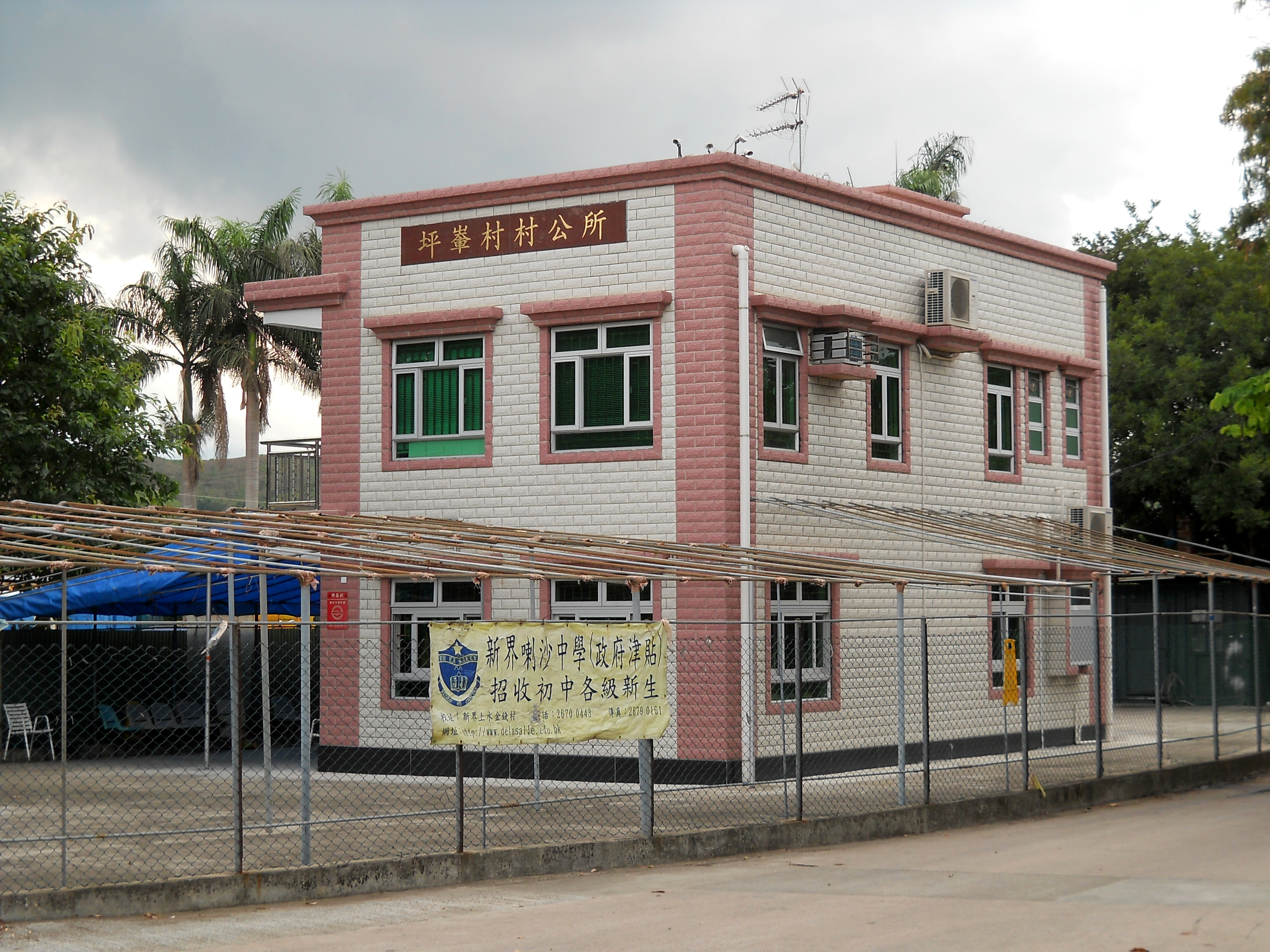
坪輋村村公所

坪輋村（Ping Che Village）是香港新界的一條鄉村，簡稱坪輋。位於新界北部的打鼓嶺，著名建築物是一間清朝初期建成的天后古廟，居民多數是陳姓原居民和客家人，工業多是環保回收場，非法黑工不少。坪輋鄰近深圳中港邊境禁區。

## 打鼓嶺坪輋村滅門案
2009年7月5日，打鼓嶺坪輋村一家四口遭人殺害被埋在家外空地洞坑，男死者譚成輝（44歲），譚妻唐恩義（34歲），譚的兩名女兒譚曉文（10歲）及譚曉盈（7歲）。 被告許勝其（1967-2022，案發時42歲）為死者的表弟，三項謀殺罪成，判處終身監禁，另外就誤殺罪則判入獄9年，於2022年7月病逝。。

## 交通
- 在港鐵粉嶺站或上水站轉乘小巴

## 外部參考
- 坪輋村（页面存档备份，存于）
- 打鼓嶺坪輋村一家四口遭滅門

1. ↑  四口家疑滅門掘地尋屍 （页面存档备份，存于） 東方日報 2009-07-07
2. ↑  探射燈：滅表兄家深坑埋四屍 （页面存档备份，存于） 東方日報 2013-05-26
3. ↑  .   [2020-10-04]. （原始内容存档于2019-10-29）.